# Ogrodniki (Węgrów)
Pour les articles homonymes, voir Ogrodniki.
Ogrodniki (prononciation : [ɔɡrɔdˈniki]) est un village de polonais, situé dans la gmina de Łochów de la Powiat de Węgrów et dans la voïvodie de Mazovie dans le centre-est de la Pologne.
Il se situe à environ 6 kilomètres au nord-est de Łochów, 26 kilomètres au nord-ouest de Węgrów et à 65 kilomètres au nord-est de Varsovie.
Le village a une population de 812 habitants.